# Jay Rodriguez
Jay Enrique Rodriguez (sinh ngày 29 tháng 7 năm 1989) là một cầu thủ bóng đá chuyên nghiệp người Anh thi đấu ở vị trí tiền đạo cho câu lạc bộ Burnley tại Giải bóng đá Ngoại hạng Anh.

## Danh hiệu
Burnley
- EFL Championship: 2022–23[5]
- Vòng play-off EFL Championship: 2009[6]

Southampton
- Á quân Cúp EFL: 2016–17[7]

Cá nhân
- Cầu thủ xuất sắc nhất năm của PFA do người hâm mộ bình chọn: Championship 2011–12[8]
- Đội hình PFA của năm: Championship 2011–12[9]
- Cầu thủ xuất sắc nhất năm của Burnley: 2010–11[10]
- Cầu thủ xuất sắc nhất năm của cầu thủ Burnley: 2010–11[10]